# José Rodríguez Labandera
José Raimundo Rodríguez Labandera était un officier de marine équatorien, également inventeur et mécanicien. Il a construit le premier sous-marin d’Amérique latine, appelé Hipopótamo,.

## Biographie

### Premières années
Il est né vers 1805 ou 1806 à Guayaquil, dans une famille aux revenus modestes,.
En 1823, il entra à l’école navale de la ville de Guayaquil, fondée par le général Juan Illingworth Hunt, dont il fut l’un des premiers étudiants. Il y étudia les mathématiques, la physique, la navigation et la mécanique,,.
En 1827, il est aspirant de la marine nationale colombienne. En 1830, il est promu au grade de lieutenant de frégate,,

### Machine spéciale pour l’impression de fonderie
Après avoir créé plusieurs machines telles que le piano à vilebrequin, un bateau à marche automatique, certains jouets et animaux mécaniques qui déplaçaient leurs membres avec des mouvements ressemblant exactement aux mouvements naturels, entre autres choses, il construisit en 1831 une machine qui fondait les lettres pour les imprimeurs. Il fut donc nommé administrateur de l’imprimerie municipale le 2 janvier 1832, mais il démissionna au bout de dix jours pour éditer son propre journal, El Patriota, qui n’eut pas de succès et qui fit bientôt faillite,,.

### Le sous-marin Hipopótamo
Il se rendit au Pérou où, le 7 juillet 1837, il présenta au gouvernement une maquette de bateau capable de naviguer sous l’eau et de couler les navires ennemis. Il avait déjà prévu cette idée de sous-marin sur les rives du Río Guayas, obtenant une autorisation officielle de construction, mais sans recevoir de soutien financier. Il retourna donc à Guayaquil où, grâce à plusieurs publications dans le journal El Ecuatoriano del Guayas, il rassembla les fonds nécessaires. En juillet 1838, il termina la construction de ce bateau. L’hélice était entraînée par des pédales qui, dans leurs articulations, étaient doublées de cuir pour empêcher l’entrée de l’eau. Un évent tubulaire venait à la surface, et portait le mât du drapeau national. La coque était faite de planches de bois avec un calfeutrage, imperméabilisée avec du bitume,,,,.
José Rodríguez Labandera baptisa sa création sous le nom d'Hippopotame, parce que cet animal se déplace enfoncé dans l’eau.
Le 18 septembre 1838, il a réalisé la première tentative de navigation sous-marine en Amérique du Sud. Le rivage était rempli de gens qui voulaient voir cet événement inhabituel, avec la présence du gouverneur de la ville, le général Vicente González,,,,. À l’intérieur de l’Hipopótamo se trouvaient José Rodríguez Labandera et José Quevedo. Initialement, le sous-marin a été remorqué à dix mètres du rivage dans le Río Guayas depuis la rive de Durán, d’où le départ était prévu, jusqu’à Guayaquil,,,,. Bien que le navire n’ait subi aucun dommage et aucune fuite d’eau, il a de nouveau été remorqué jusqu’à la rive en raison du fort courant qui ne lui a pas permis d'avancer,,. Après cela, José Rodríguez Labandera a fait quelques réparations. En décembre, il a fait un deuxième test, mais l'Hippopotame a été rejeté sur la rive de Durán,,,,. En raison du manque de soutien du gouvernement, Rodríguez a abandonné le projet,.

### Machine à tisser des chapeaux de paille Panama
En 1844, il invente une machine à tisser des chapeaux de paille Panama.

### Création d’une jambe artificielle articulée
En 1845, à la demande du général Juan Illingworth Hunt, il créa une jambe de bois avec des articulations métalliques qui permettaient un mouvement adéquat. Elle était destinée au colonel José María Vallejo Mendoza, héros de la guerre d'indépendance de l'Équateur, qui avait été rendu invalide à la suite d’une blessure causée par un projectile lors des affrontements liés à la révolution marxiste qui s’était produite dans le pays. Cette prothèse a été remarquée, à cette époque, comme un succès complet, faisant donc l’objet d’une grande publicité. Le colonel Vallejo Mendoza, avec cette jambe artificielle, a participé à la bataille navale de Jambelí en 1865, jusqu’au moment où il a été fusillé sur ordre de Gabriel García Moreno,,,.